# Курт Шілле
Курт Шілле (нім. Curt Schille; 28 листопада 1910, Цойленрода — 19 грудня 1985, Штутгарт) — німецький офіцер, майор вермахту (1 березня 1944), оберстлейтенант бундесверу. Кавалер Лицарського хреста Залізного хреста з дубовим листям.

## Біографія
1 травня 1928 року вступив у 12-й кінний полк, в 1934 року перейшов у саперні війська. З 1936 року служив у 24-му саперному батальйоні 24-ї піхотної дивізії. В 1939 році — командир взводу 3-ї роти. Учасник Польської і Французької кампаній. З жовтня 1940 року — командир 2-ї роти свого батальйону. З червня 1941 року брав участь у Німецько-радянській війні. Відзначився у боях під Севастополем. З жовтня 1943 року — командир 43-го саперного батальйону. В 1944 році був поранений і після одужання в листопаді 1944 року призначений начальником унтерофіцерського училища саперних військ у Міттенвальді. В 1957 році вступив на службу в бундесвер. 30 вересня 1967 року вийшов у відставку у званні підполковника.

## Нагороди
- Медаль «За вислугу років у Вермахті» 4-го класу (4 роки)
- Залізний хрест
  - 2-го класу (1 жовтня 1939)
  - 1-го класу (3 липня 1940)
- Сертифікат Пошани Головнокомандувача Сухопутних військ Вермахту (20 серпня 1941)
- Німецький хрест в золоті (2 лютого 1942)
- Лицарський хрест Залізного хреста з дубовим листям
  - лицарський хрест (25 серпня 1942)
  - дубове листя (№544; 8 серпня 1944)
- Медаль «За зимову кампанію на Сході 1941/42»
- Нагрудний знак «За поранення» в чорному